# Chicago (Belize)
Chicago (auch: Chichawata) ist ein Ort im Belize District in Belize.

## Geographie
Chicago liegt am Northern Highway nordwestlich von Santana und südlich von Corozalito, beziehungsweise St. Anne’s.

## Klima
Das Klima ist tropisch heiß.